# Pedro Tedde de Lorca
Pedro Tedde de Lorca (Málaga, 5 de abril de 1944-Madrid, 8 de febrero de 2020) fue un historiador, poeta y economista español. Académico de la Real Academia de la Historia.

## Biografía
En 1974 se doctoró en Ciencias Económicas en la Universidad Complutense de Madrid con sobresaliente cum laude con la tesis "La banca privada y las transformaciones en la economía española durant la Restauración (1874 a 1914)", dirigida por Gonzalo Anes Álvarez de Castrillón.
Fue profesor (primer adjunto y luego agregado) de Historia económica en la Universidad Complutense de Madrid (1971-1982). Posteriormente fue catedrático de Historia económica de la Universidad de Málaga (1982-1993) y finalmente catedrático en la Universidad San Pablo CEU (1993-2014) de Madrid, en la que es catedrático emérito, desde su jubilación en 2014.
Realizó diversas tareas de investigación en el Servicio de Estudios del Banco de España sobre cuestiones de historia financiera y monetaria de esta institución desde su nacimiento hasta que recibió el monopolio de emitir billetes. También investigó la política económica de España durante los reinados de Carlos III y Carlos IV (1760-1808), así como la banca y los ferrocarriles en la economía andaluza contemporánea. En 2017 fue designado académico de número de la Real Academia de la Historia.
Falleció a los 75 años en Madrid tras una larga enfermedad.

## Publicaciones
- El Banco de España y el Estado liberal (1847-1874) Madrid : Gadir, D.L. 2015. ISBN 978-84-943632-7-6
- El Banco de San Fernando (1829-1856) Madrid :Banco de España : Alianza Editorial, 1999. ISBN 84-206-4499-4
- Memorias (1808-1856) de Ramón Santillán Banco de España, 1996. ISBN 84-309-2844-8
- Málaga y los Larios: capitalismo industrial y atraso económico (1875-1914) amb José Antonio Parejo Barranco,    Málaga : Arguval, D.L. 1990. ISBN 84-86167-48-5
- El Banco de San Carlos (1782-1829) Alianza Editorial, 1988. ISBN 84-206-9589-0
- Sonetos andaluces Málaga : Diputación Provincial. Área de Cultura, 1986. ISBN 84-505-3524-7
- Primera playa [Cádiz] : Excma. Diputación Provincial de Cádiz, 1984. ISBN 84-500-9825-4
- Historia económica y pensamiento social : estudios en homenaje a Diego Mateo del Peral  Gonzalo Anes y Álvarez de Castrillón (ed. lit.), Luis Ángel Rojo Duque (ed. lit.), Pedro Tedde de Lorca (ed. lit.)  Alianza Editorial, 1983. ISBN 84-206-8059-1
- La economía española al final del Antiguo Régimen. II. Manufacturas Alianza Editorial, 1982. ISBN 978-84-206-8048-4
- Madrid y el capital financiero en el siglo XIX Ayuntamiento de Madrid, 1981. ISBN 84-500-5088-X